# Grupul Volkswagen
Grupul Volkswagen, oficial: Volkswagen AG (Volkswagen este un cuvânt german care se citește [ pron.  folks-va-găn ] și se prescurtează în vorbirea curentă cu „VW” citit [ fau ve ]; în traducere: „mașina poporului”) (TYO: 7659 ), este compania părinte a concernului constructor de automobile german Volkswagen și totodată una dintre cele mai mari companii automobilistice la nivel mondial. Subsidiarele concernului sunt (în 2012) companiile Audi, Bentley, Bugatti, Ducati (motociclete), Lamborghini, MAN (camioane), Porsche, Scania (camioane), SEAT, Škoda, Volkswagen (autoturisme și SUV) și Volkswagen (speciale) (ca de ex. autobuze, automacarale, autofrigorifice). În 2006 grupul a vândut 5,734 milioane de automobile, ceea ce a reprezentat 9,7 % din piața mondială de autoturisme. Principală piață de desfacere a automobilelor produse de Grupul Volkswagen este Uniunea Europeană, urmată de China.

## Istoric
Compania VW a fost fondată în 1937 de regimul nazist cu scopul fabricării unei mașini ieftine accesibile categoriilor sociale cu venituri mici. Însuși numele companiei reflectă scopul ei, în traducere numele însemnând „mașină a poporului”. Primul model produs de companie a fost VW Käfer tradus „VW Gândac” (în engleză: „Beetle”), conform planurilor realizate de marele constructor de automobile austriac Ferdinand Porsche. După al Doilea Război Mondial, în 1945, armata britanică a preluat controlul asupra fabricii și a repornit producția de Käferuri. În 1948 guvernul britanic a retrocedat Germaniei compania Volkswagen, iar conducerea a fost preluată de Heinrich Nordhoff, fost manager al companiei Opel.
În 1960, odată cu vinderea unei părți din acțiunile din proprietatea statului, numele societății a devenit „Volkswagenwerk Aktiengesellschaft” (Aktiengesellschaft, abreviat AG, înseamnă societate pe acțiuni sau S.A.). Numele a fost schimbat în „Volkswagen AG” în 1985, pentru a reflecta diversificarea internațională a companiei având sediul la uzinele Volkswagenwerk din Wolfsburg, Germania. Momentan compania germană este ca mărime al treilea constructor de mașini la nivel mondial.

### VW și Porsche
În octombrie 2005 compania Porsche a achiziționat un pachet de 18,53 % din acțiunile societății Volkswagen AG. În iulie 2006 Porsche și-a mărit pachetul de acțiuni VW în două rânduri: până la 25 %, apoi până la 30,9 % din capital.
În septembrie 2007 au apărut în presă relatări despre o viitoare mărire a participației Porsche în compania Volkswagen, în legătură cu obiecția formulată de Uniunea Europeană față de legea germană, veche de 47 de ani, care dă oricărui investitor cu o participație de 20% dreptul să blocheze deciziile majore.
Preluarea lui VW de către Porsche a eșuat, Porsche fiind înglobat în concernul Volkswagen AG drept una din subsidiarele și mărcile sale.